# 오노 후유미
오노 후유미(일본어: 小野 不由美, 1960년 12월 24일 ~ )는 일본 여성 소설가이다.
일본의 오이타현 나카쓰시에서 출생, 교토시 거주. 남편은 추리소설가인 아야츠지 유키토이며 남편과는 생일이 하루 차이다.
호러적인 요소를 강조한 본격 미스테리나 두터운 세계관을 구축한 하이 판타지등 여러 작풍을 가지고 있다. 대표작은 《시귀》,《마성의 아이》등.

## 작품 일람

### 소설
- 생일 전날에는 잠들지 않는다. (バースデー・イブは眠れない) 1988, 고단샤

- 메피스토와 왈츠! (メフィストとワルツ!) 1988, 고단샤, 《생일 전날에는 잠들지 않는다 》의 속편

- 잡지《메피스토》의 잡지명은 이 《메피스토와 왈츠!》에서 따온 것이다. 《메피스토와 왈츠!》는 당시 담당 편집자였던 우야마 히데오미(《메피스토》 창간자)의 야심작이었으나 불발로 끝이 났다.

- 악령따위 무섭지 않아.(悪霊なんかこわくない) 1989, 고단샤
- 악령시리즈

- 악령이 한가득!? (悪霊がいっぱい) 1989, 고단샤
- 악령이 정말로 한가득! (悪霊がホントにいっぱい!) 1989, 고단샤
- 악령이 너무 많아 잠들수 없어. (悪霊がいっぱいで眠れない) 1990, 고단샤
- 악령은 외톨이 (悪霊はひとりぼっち) 1990, 고단샤
- 악령이 되고싶지 않아! (悪霊になりたくない!) 1991, 고단샤
- 악령이라 부르지 말아줘 (悪霊と呼ばないで) 1991, 고단샤
- 악령이라도 괜찮아 (悪霊だってヘイキ!) 1992, 고단샤
- 악몽이 깃든 집 (悪夢の棲む家) 1994, 고단샤, ISBN 89-5513-590-4

- 저주받은 17살 (呪われた17歳) 1990, 아사히 소노라마

- 17세의 봄 (過ぎる十七の春) 1995, 고단샤 《저주받은 17살》의 개작, ISBN 89-5513-816-4

- 그린홈과 망령들(グリーンホームの亡霊たち) 1990, 아사히 소노라마

- 녹색의 집(緑の我が家 Home、Green Home) 1997, 고단샤,《그린홈과 망령들》의 개작, ISBN 89-5513-817-2

- 마성의 아이 1991, 신초샤 십이국기의 번외편이기도 하다.
- 십이국기

- 달의 그림자 그림자의 바다 (月の影 影の海) 1992, 고단샤, ISBN 89-5513-228-X, ISBN 89-5513-229-8
- 바람의 바다 미궁의 기슭 (風の海 迷宮の岸) 1993, 고단샤, ISBN 89-5513-230-1, ISBN 89-5513-231-X
- 동의 해신 서의 창해 (東の海神 西の滄海) 1994, 고단샤, ISBN 89-5513-232-8
- 바람의 만리 여명의 하늘 (風の万里 黎明の空) 1994, 고단샤, ISBN 89-5513-233-6, ISBN 89-5513-234-4
- 도남의 날개 (図南の翼) 1996, 고단샤, ISBN 89-5513-235-2
- 표박 (漂舶) 1997, 고단샤
- 황혼의 물가 새벽의 하늘 (黄昏の岸 暁の天) 2001, 고단샤, ISBN 89-5513-459-2, ISBN 89-5513-460-6
- 화서의 꿈, ISBN 89-5513-539-4

일본에서 정식 단행본이 발간된 것은 아니나 대한민국에서 아래의 단편들을 묶어 단행본으로 발간.
- 동영 (冬栄) 2001, 《IN☆POCKET》4월호
- 화서 (華胥) 2001, 《메피스토》 5월 증간호
- 승월 (乗月) 동인지 게재작품 《함장》을 개고, 2001, 고단샤
- 서간 (書簡) 동인지 게재작품을 개고, 2001, 고단샤
- 귀산 (帰山) 동인지 게재작품을 개고, 2001, 고단샤

- 비서의 새 (丕緒の鳥) 2008, 《yom yom》vol.6
- 낙조의 옥 (落照の獄) 2009, 《yom yom》vol.12

- 런던 (倫敦) 1888 (1993년 《로그아웃》10월호)
- 동경이문 (東亰異聞) 1994, 신쵸사, ISBN 89-529-5994-9, ISBN 89-529-6070-X, ISBN 89-529-6243-5, ISBN 89-529-6941-3
- 고스트 헌트 시리즈 (ゴースト・ハントシリーズ), 악령시리즈의 속편이지만 저자 사장으로 인해 중단.

- 악몽이 깃든 집 (悪夢の棲む家) 1994, 고단샤, ISBN 89-5513-590-4

- 시귀 (屍鬼) 1998, 신쵸샤, ISBN 89-7527-134-X

- 문고본 (전 5권)이 2002년 신쵸분코에서 발간.

- 검은 절의 섬 (黒祠の島) 2001, 쇼덴샤
- 쿠라노카미 (くらのかみ) 2003, 고단샤

- 고단샤의 하드커버 미스테리 총서 《미스테리 랜드》의 제 1회 배본. 《미스테리 랜드》의 기획·편집 담당자는 오노 휴우미의 데뷔 시절 담당자였던 우야마 히데오미. 《쿠라노카미》의 표지는 문무과학대신상을 수상하였다.

- 귀담초지 (鬼談草紙) 2004, (《유》(幽) 창간호~) 2007년에도 매호 연재중.

## 작품제공

### 만화
- 이나다 시호 《고스트 헌트》 1998, 《Amie》1999 ~《나카요시》, 고단샤
- 이와타 아츠코 《녹색의 집》 1999, 가도카와 쇼텐
- 카지와라 니키 《동경이문》 2001, 《코믹버스》겐토샤
- 야마모토 코테츠코 《검은 절의 섬》《17세의 봄》2005~2006, 겐토샤
- 후지사키 류 《시귀》 2007~, 《점프스퀘어》, 슈에이샤

### TV 애니메이션
- 십이국기 2002, NHK
- 고스트 헌트 2006, 테레비 도쿄
- 시귀 2010, 후지 테레비 계열 노이타미나

### CD
- 마성의 아이 1997, 키티MME

- 각본: 사가라 아츠코 / 연출: 시바 시게하루 / 출연:이사키 미츠노리, 히라타 야스유키

- 동의 해신 서의 창해 1997, 고단샤

- 각본: 와타나베 마키 / 출연: 야마구치 캇페이, 야나다 키요유키, 이시다 아키라, 마츠모토 야스노리, 코야스 타케히토, 세키 토모카즈, 미키 신이치로, 오리카사 아이

### 게임
- 십이국기 온라인 2003, 아스믹 에이스 엔터테인먼트, 온라인 게임
- 십이국기 홍련의 표 황진의 로 2003, 코나미, 플레이 스테이션 2
- 십이국기 빛나는 왕도 홍록의 우화, 2004, 코나미, 플레이 스테이션 2